# Titanècids
Els titanècids (Titanoecidae) són una família d'aranyes araneomorfes. Foren descrits per primera vegada per P.T. Lehtinen l'any 1967.
La seva distribució és força ampla, fonamentalment per tot Amèrica, Europa i Àsia, amb l'excepció de la part septentrional. Havien format part de la família Amaurobiidae, i són bàsicament de colors foscos i construeixen teranyines de seda llanosa o cribel·lada. Algunes espècies es troben en altituds relativament altes, a les serralades, i poden ser molt comunes en aquests tipus d'hàbitats.

## Sistemàtica
Segons el World Spider Catalog amb data de 19 de gener de 2019, aquesta família té reconeguts 5 gèneres i 53 espècies de les quals 28 pertanyen al gènere Titanoeca. El creixement dels darrers anys és de 7 espècies, ja que el 27 de novembre de 2006 i hi havia citats 46 espècies; a més, el 2006 Titanoeca tenia 31 espècies, tres espècies més. Els 5 gèneres reconeguts són:
- Anuvinda Lehtinen, 1967 – Índia, Nepal, Xina, Tailàndia, Laos
- Goeldia Keyserling, 1891 – Mèxic, Sud-amèrica (Colòmbia, des de Veneçuela fins a l'Argentina, incloent Perú i Brasil)
- Nurscia Simon, 1874 – des d'Europa fins a Àsia. Europa, Egipte, Àsia central, Rússia, Xina, Corea, Taiwan, Japó.
- Pandava Lehtinen, 1967 – Generalitzada des de l'est d'Àfrica fins a l'Àsia meridional; des de Sri Lanka fins a la Xina, Nova Guinea, Illes Marqueses. Introduïda a Europa.
- Titanoeca Thorell, 1870 – zona holàrtica; àmpliament difós en la part meridional holàrtica, fins a l'Índia.

### Fòssils
Segons el World Spider Catalog versió 19.0 (2018), existeixen els següents gèneres fòssils:
- †Copaldictyna Wunderlich, 2004

### Superfamília
Els titanècids havien format part de la superfamília dels titanecoïdeus (Titanoecoidea), al costat dels fixelídids. Les aranyes, tradicionalment, havien estat classificades en famílies que van ser agrupades en superfamílies. Quan es van aplicar anàlisis més rigorosos, com la cladística, es va fer evident que la major part de les principals agrupacions utilitzades durant el segle XX no eren compatibles amb les noves dades. Actualment, els llistats d'aranyes, com ara el World Spider Catalog, ja ignoren la classificació de superfamílies.